# Эрнандес, Хосе Грегорио
Хосе́ Грего́рио (Ио́сиф Григо́рий) Эрна́ндес Сисне́рос (исп. José Gregorio Hernández Cisneros, 26 октября 1864, Исноту, Трухильо, Соединённые Штаты Венесуэлы — 29 июня 1919, Каракас) — известный венесуэльский врач, католический блаженный. Является народным героем и часто изображается в наивном искусстве.
Беатифицирован в 2021 году; о предстоящей канонизации было объявлено в 2025 году. Таким образом, блаженный Хосе Грегорио Эрнандес должен стать первым венесуэльским католическим святым.

## Биография

### Ранняя жизнь и образование
Родился 26 октября 1864 года в Исноту, небольшой деревне в штате Трухильо в Венесуэле. Провёл детство в своём родном городе, где его мать работала экономкой, а отец торговал фармацевтическими препаратами и скотом. По материнской линии был родственником кардинала Франсиско Хименеса де Сиснероса, по отцовской линии — брата Мигеля (Франсиско Фебреса-Кордеро). Был крещён 30 января 1865 года в приходской церкви Ниньо Хесус де Эскуке. Получил конфирмацию 6 декабря 1867 года от Хуана Бонета, епископа Мериды.
Его мать умерла, когда ему было восемь лет. В возрасте тринадцати лет сообщил родным о желании стать юристом, но его отец убедил сына посвятить себя медицине. В 1878 году Эрнандес отправился на муле в долгое и трудное путешествие в Каракас. Он поступил в Colegio Villegas, одну из самых престижных школ страны в то время, которой в то время руководил доктор Гильермо Телль Вильегас. Окончил её со степенью бакалавра философии в 1882 году. По словам сдружившегося с ним Вильегаса, «Хосе Грегорио не очень любил играть с одноклассниками и предпочитал проводить свободное время за книгами». Он даже работал обучал арифметике первоклассников.

После окончания колледжа Эрнандес поступил в Центральный университет Венесуэлы в Каракасе на медицинский факультет. Параллельно с изучением медицины он давал частные уроки, чтобы помочь себе и своим коллегам. У своего друга-портного он научился шить одежду и собственные костюмы. Говорил на английском, французском, португальском, немецком и итальянском языках, свободно владел латынью и ивритом. Профессора описывали его как выдающегося и прилежного студента.

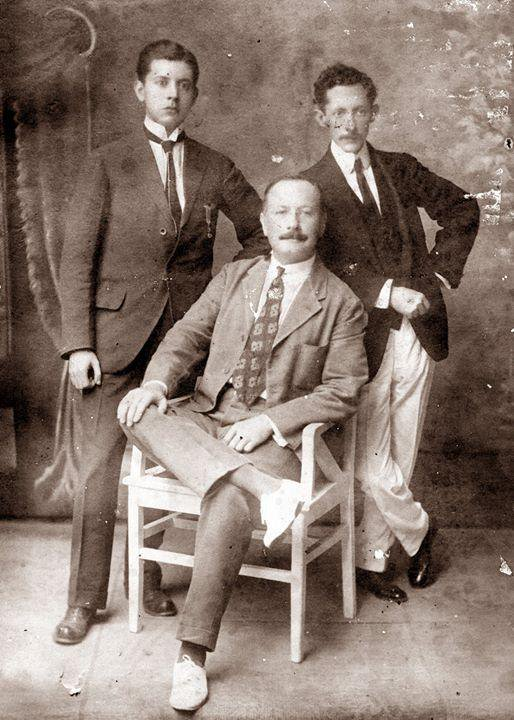
Слева направо: доктора Хосе Грегорио Эрнандес, Эмилио Очоа и Франсиско Антонио Рискес (1890).

### Карьера
29 июня 1888 года получил диплом врача в Центральном университете Венесуэлы. Правительство Венесуэлы предоставило ему грант на продолжение обучения в Европе. Эрнандес отправился в Париж, где изучал другие области медицины, такие как: бактериология, патология, микробиология, гистология и физиология, — в том числе в лабораториях Шарля Рише. После возвращения в Венесуэлу стал ведущим врачом в больнице Хосе Мария Варгас.
В период с 1891 по 1916 год посвятил себя преподаванию, медицине и религии. В конце 1891 года начал преподавать на кафедрах нормальной и патологической гистологии, экспериментальной физиологии и бактериологии в Центральном университете Венесуэлы. Он был основателем первой кафедры бактериологии в Америке и первым человеком в Венесуэле, опубликовавшим работу по этой дисциплине (1906). Кроме того, после завершения обучения в аспирантуре в Париже и Берлине ему было поручено приобрести, за счёт средств венесуэльского государства, необходимые материалы для создания Лаборатории экспериментальной физиологии в Каракасе. Ему приписывают внедрение микроскопов в Венесуэле. 
14 сентября 1909 года он был назначен профессором практической патологической анатомии, которая действовала как подразделение лаборатории больницы Варгаса и которой он руководил до создания в 1911 году кафедры патологической анатомии в Центральном университете на базе Анатомического института, которой руководил доктор Фелипе Гевара Рохас. 1 октября 1912 года диктаторское правительство генерала Хуана Висенте Гомеса издало указ о закрытии университета, поскольку он выступил против его режима. Однако в январе 1916 года Эрнандес смог возобновить преподавательскую деятельность после основания Официальной школы медицины, действовавшей при Анатомическом институте.
Дважды собирался стать священником, но осуществить это ему не позволило хрупкое физическое здоровье. В 1908 году он десять месяцев обучался в монастыре Лукка в Италии. В 1913 году он предпринял ещё одну попытку: поступил в Папский латиноамериканский колледж в Риме, но ему вновь пришлось вернуться в Венесуэлу из-за проблем со здоровьем. Эрнандес принимал бедных пациентов бесплатно и даже покупал им лекарства за свои деньги.
Помимо 11 опубликованных и двух неопубликованных работ в научной сфере, он написал пять литературных произведений. Одна из них, «Истинная болезнь святой Терезы Иисусовой», написанная в 1907 году, осталась незавершенной; остальные — «Г-н Никанор Гуардиа» (1893), «Видение искусства» (1912), «В повозке» (1912) и «Утреня» (1912) — были опубликованы в журнале Cojo Ilustrado.
В 1918 году лечил больных крайне заразным испанским гриппом в Каракасе. Погиб 29 июня 1919 года в результате наезда автомобиля. Его мощи находятся в церкви Ла Канделария в Каракасе.

## Прославление

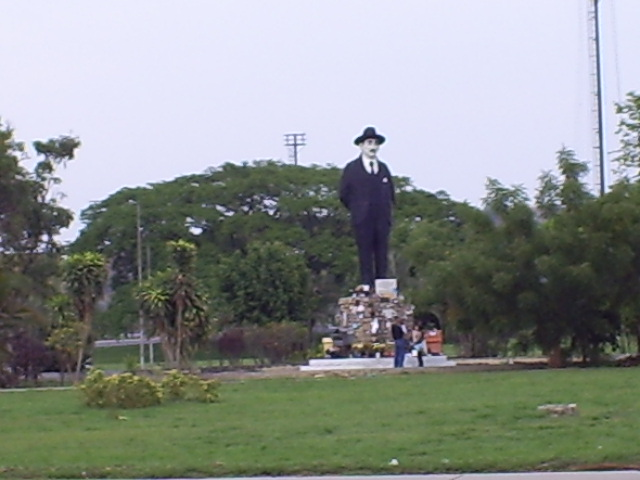
Памятник Хосе Грегорио Эрнандесу в Гуакаре, Венесуэла.

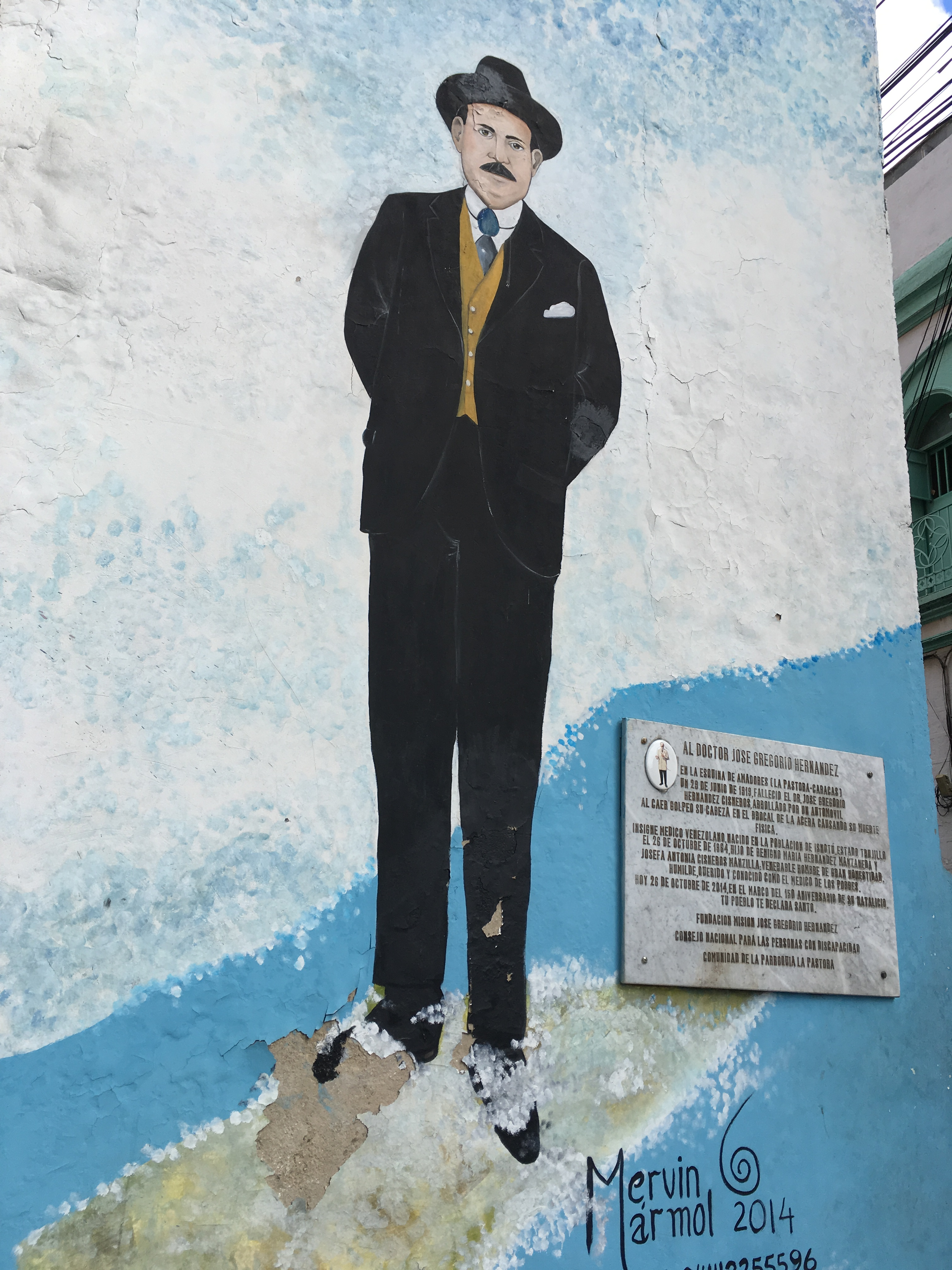
Современный мурал с Эрнандесом в Каракасе

После его смерти слава Эрнандеса начала распространяться. По всей стране появлялись сообщения о чудесах, связанных с покойным врачом. Его имя стало известно по всей Латинской Америке и Испании. Ему стали молиться как врачи, так и пациенты.
В 1949 году представители венесуэльской католической церкви инициировали процесс беатификации Эрнандеса. В 1985 году Святой Престол присвоил ему титул досточтимого.
26 августа 2014 года католические епископы Венесуэлы призвали всех католиков посетить мессу и возблагодарить Бога «за жизненный пример этого великого венесуэльца и помолиться о его скорейшей беатификации» по случаю 150-й годовщины со дня рождения Эрнандеса.
В июне 2020 года папа Франциск одобрил беатификацию Хосе Грегорио Эрнандеса после чудесного выздоровления девочки, получившей огнестрельное ранение в голову. Он был торжественно причислен к лику блаженных на мессе 30 апреля 2021 года в церкви Колледжо Ла Саль в Каракасе апостольским нунцием архиепископом Альдо Джордано.
25 февраля 2025 года папа Франциск объявил, что Эрнандес будет канонизирован.
День памяти — 26 октября.

## Публикации
- 1893 — Sobre el número de glóbulos rojos. Gaceta Médica de Caracas.
- 1894 — Sobre angina de pecho de naturaleza paludosa. Gaceta Médica de Caracas.
- 1910 — Lecciones de bacteriología. Gaceta Médica de Caracas.
- 1910 — Lesiones anatomo–patológicas de la pulmonía simple o crupal. Gaceta Médica de Caracas.
- 1910 — De la nefritis a la fiebre amarilla. Gaceta Médica de Caracas.
- 1913 — Renuncia ante la Academia Nacional de Medicina. Gaceta Médica de Caracas.
- 1918 — Nota preliminar acerca del tratamiento de la tuberculosis por el aceite de Chaulmoogra. Gaceta Médica de Caracas.
- 1922 — Elementos de bacteriología. 2.ª edición: Caracas. El Cojo.
- 1959 — Elementos de filosofía. 3.ª edición: Caracas. Bibliográfica Venezolana.
- 1968 — Obras completas. Caracas. Universidad Central de Venezuela.